# GIF Sundsvall
GIF Sundsvall er en svensk fodboldklub, som spiller i den svenske række, SuperEttan.

## Danske spillere
Tonny Larsen (1981)
Niels-Ove Rasmussen (1981)

## Kendte spillere
- Tomas Brolin
- Mathias Florén